# Tinguaro
Tinguaro (chiamato anche Chimenchia o Himenechia; Tenerife, XV secolo – dicembre 1495) fu un caudillo guanci della resistenza aborigena alla conquista spagnola dell'isola di Tenerife alla fine del XV secolo.
Era fratello di Bencomo, mencey di Taoro e si distinse nelle lotte della conquista. Soprattutto, si celebra la sua partecipazione al cosiddetto "Matanza de Acentejo". Secondo storici come Leonardo Torriani e Frate Alonso de Espinosa, Tinguaro succedette al fratello come mencey di Taoro. Tuttavia, documenti contemporanei con i fatti chiariscono che colui che fu fatto re fu Bentor, figlio di Bencomo.
Tinguaro figura come il protagonista negli eventi della conquista castigliana dell'isola. Nel maggio del 1494 il capitano conquistatore Alonso Fernández de Lugo sbarca nell'isola e poco dopo penetra verso la valle di La Orotava con l'intenzione di schiacciare la resistenza aborigena finendo con il suo principale caudillo Bencomo. Questo, manda Tinguaro di fronte a circa trecento guerrieri per intrattenere il nemico mentre va con la maggior parte della sua gente. Nel burrone di Acentejo, Tinguaro attacca con il suo, sviluppandosi poi conosciuto come "Matanza de Acentejo" dove i castigliani sono completamente sconfitti dai guanci.